# Sophie Luck
Pour les articles homonymes, voir Luck.
Sophie Luck est une actrice australienne née le 17 octobre 1989 en Australie.

## Biographie
Elle remporte le prix de meilleur espoir aux Australian Film Institute Awards en 2005.

## Filmographie

### Cinéma
- 2012 : Circle of Lies
- 2014 : The Toy Soldiers

### Courts-métrages
- 2010 : The Fall
- 2014 : Pandorian

### Télévision

#### Séries télévisées
- 2000 : Brigade des mers : Polly Fleet
- 2002 : Don't Blame the Koalas : Bekks
- 2003 : Rivaux mais pas trop
- 2003 : Summer Bay : Tamara Simpson
- 2005-2008 : Blue Water High : Surf Academy : Fiona 'Fly' Watson
- 2009 : All Saints : Lacey
- 2009 : Pyramid : Sophie Luck (2012)
- 2012-2015 : Syd2030 : Frankie Goldstein
- 2013 : Whoopa-chow! : Serena

#### Téléfilms
- 2017 : My Breakup Blog : Katie